# Łęgonice Małe
Łęgonice Małe (prononciation : [wɛnɡɔˈnit͡sɛ ˈmawɛ]) est un village polonais de la gmina d'Odrzywół dans le powiat de Przysucha de la voïvodie de Mazovie dans le centre-est de la Pologne.
Il se situe à environ 11 km au nord d'Odrzywół (siège de la gmina), 29 km au nord de Przysucha (siège du powiat) et à 74 km au sud-ouest de Varsovie (capitale de la Pologne).
Le village compte approximativement une population de 160 habitants en 2006.

## Histoire
De 1975 à 1998, le village appartenait administrativement à la voïvodie de Radom.